# Francisco Fernández Ochoa
Francisco Fernández Ochoa   (Madrid, 25 de febrer de 1950 - Cercedilla, 6 de novembre de 2006), també conegut com a Paco Fernández Ochoa, va ser un esquiador alpí espanyol. El 1972, va aconseguir una medalla d'or en els Jocs Olímpics d'Hivern de Sapporo, en el eslalon especial. Era germà de la també esquiadora Blanca Fernández Ochoa.
Va néixer a Madrid, però va créixer en Cercedilla, població de la Serra del Guadarrama, on va passar gran part de la seva vida. El seu pare Francisco Fernández, conserge de l'escola d'esquí del Port de Navacerrada, li va inculcar la passió per aquest esport, que després van imitar els seus germans Juan, Ricardo i Blanca.
El 1963, va disputar la primera competició internacional, el Gran Premi d'Andorra, on va aconseguir la quarta posició en l'eslàlom especial i va guanyar la categoria juvenil. En cinquè de Batxillerat va deixar els estudis per dedicar-se per complet a l'esport. El 1964 va ser seleccionat per a l'equip espanyol promeses i va guanyar el Trofeu Primera Neu a la Val d'Aran, derrotant per primera vegada al llavors campió d'Espanya Luis Viu. El novembre de 1966 va sofrir una greu caiguda a Cervinia, a conseqüència de la qual li va quedar una petita desviació de la columna vertebral i va estar dos mesos sense esquiar. A l'any següent, es va proclamar campió d'Espanya d'eslàlom, gegant i de la combinada.
El 1968, va fer el seu debut olímpic en els Jocs de Grenoble, on va ser 23è en eslàlom i 38è en descens. A més, va ser sisè en la prova de gegant de Megéva, valedora per a la Copa del Món. A l'any següent, va guanyar el gegant i especial d'Andorra.
El 25 de gener de 1970 va sofrir un altre greu accident durant el gegant de Megeve, perdent el coneixement durant diversos minuts. Aquesta temporada va participar en el Campionat del Món de Gherdëina, on va ser 9è en l'eslàlom, 33è en el gegant, 42è en descens i 9è en la combinada. El 1971, va aconseguir el 9è lloc en l'eslàlom de Hahnenkamm (Àustria), vuitè en Megeve i dècim en Are, concloent en trentè novè lloc en la Copa del Món.
En la seva segona participació olímpica, en els Jocs Olímpics d'Hivern de 1972 de Sapporo, va competir en l'eslàlom gegant i en l'especial. Va guanyar la primera mànega de l'especial, amb un temps de 55:36, i va fer segon en l'altra mànega, 53:10, temps que li van donar l'or el 13 de febrer. Aquest mateix any va ser desè en la clàssica de Lauberhorn (Suïssa) i setè en la de Hahnenkamm.
El 1973 va ser quinzè en la Copa del Món, mentre en la Copa d'Europa va acabar cinquè en la general i tercer en l'especial. A més, va ser setè en l'eslàlom de Lauberhorn. Al febrer de 1974 va disputar els Campionats del Món de Saint Moritz, en els quals va anar bronze en l'eslàlom, 24è en el gegant i va ocupar el lloc 54 en el descens. Al mes següent, va aconseguir a Zakopane (Polònia) la seva única victòria en una prova de la Copa del Món en vèncer l'eslàlom i va ser tercer en aquesta prova en Vysoke Tatry (Txecoslovàquia, actual Eslovàquia), resultats que li van permetre acabar en novena posició de la Copa del Món, el seu millor lloc final històric.
Les seves millors actuacions durant la temporada 1974-75 van ser els segon a la combinada de Kitzbühel i Megeve, el cuart a l'eslàlom de Sun Valley i els cinquè a l'eslàlom de Wengen i de Chamonix.
Al costat dels seus germans Juan Manuel i Ricardo, el 1976 va participar en els Jocs Olímpics-Campionats del Món de Innsbruck, on va acabar sisè en la combinada mundialista i novè en l'eslàlom olímpic. En 1978, va participar en els Campionats del Món de Garmisch-Partenkirchen, en els quals va ocupar el 22è lloc en el eslalon i el lloc 43è en el gegant.
En la Copa del Món 79-80 es va situar entre els deu primers en la combinada de tres proves i en els Jocs Olímpics-Campionats del Món de Lake Placid de 1980 va ser cinquè en la combinada mundialista. A continuació, va romandre als Estats Units durant tres anys competint com a professional i impartint cursets a França i Suïssa.
Allunyat des de llavors de la competició i deixant enrere 39 títols nacionals, va tornar a Espanya on va representar a una marca de roba esportiva. També, va obrir dues tendes de material esportiu a Madrid.
El 1972 li van imposar la Medalla d'Or al Mèrit Esportiu i la d'Or de Madrid, i en 2001 li va ser concedida la Gran Creu de la Reial orde del Mèrit Esportiu.
El 20 de desembre de 1989 es va incorporar al Comitè Olímpic Espanyol i al febrer següent va entrar a formar part de la seva Comissió d'Atletes.